# 확장억제전략협의체
확장억제전략협의체(EDSCG, Extended Deterrence Strategy and Consultation Group)는 한미 외교·국방 당국이 이른바 '2+2' 형태로 한미 확장억제의 실효적 운용 방안을 논의하는 협의체다.

## 역사
2016년 9월 9일, 북한이 5차 핵실험을 단행했다.
2016년 10월 19일, 워싱턴에서 윤병세 외교장관과 존 케리 미국 국무장관이 만나서, 외교·국방 장관 2+2 회담을 갖고 미국의 대한국 확장억제 제공에 한국 측의 목소리를 현재보다 더 반영하는 확장억제 전략협의체(EDSCG)를 신설하기로 결정했다.
2017년 9월 3일, 북한이 6차 핵실험을 단행했다.
2018년 1월, 문재인 정부 당시 제2차 EDSCG 회의를 개최했다. 북한이 EDSCG 출범 및 운영에 대해 강력 반발했다.
2018년 2월 강원도 평창 동계올림픽에 북한이 참가한 뒤 남북한 간에 대화 무드가 조성됐다.
2차 회의 이후 EDSCG는 열리지 않았다.
2022년 9월 16일, 조현동 외교부 1차관과 신범철 국방부 차관, 보니 젠킨스 미 국무부 군비통제·국제 안보 담당 차관, 콜리 칼 미 국방부 정책차관이 워싱턴DC에서 고위급 EDSCG를 열고 북한의 안보 위협 등 현안 논의에 착수했다. 2차 회의 이후 4년 8개월만에 3차 회의가 열렸다.
미국 정부는 그간 한미안보협의회(SCM), 억제전략위원회(DSC) 등을 통해 한국에 대한 확장억제 공약을 지속 확인해왔으나, 북한의 핵·미사일 기술 고도화가 계속되면서 보다 구체적인 대응책 논의를 위한 EDSCG 재개 필요성이 대두돼왔던 상황이다.

## 7차 핵실험
2022년 8월, 김태효 국가안보실 1차장이 북한이 제7차 핵실험을 강행할 경우 "한미의 확장 억제력을 100% 수준으로 강화하겠다"라고 밝혔다. 김 차장은 구체적인 확장억제력 강화 방안에 대해선 "한미 확장억제전략협의체(EDSCG)를 1년에 서너 차례 실시해 핵전쟁 시뮬레이션 게임을 함으로써 가장 현실에서 모든 돌발 시나리오에 대비해 압승을 담보하는 훈련을 하는 것"이라고 말했다.

## 확장억제수단운용연습
2022년 11월, 한미 국방장관은 제54차 한미안보협의(SCM)에서 확장억제수단운용연습 연례 개최에 합의했다.
2023년 1월 2일, 새벽 공개된 <조선일보>와의 인터뷰에서 “이제는 실효적 확장 억제를 위해 미국과 핵에 대한 ‘공동 기획, 공동 연습’ 개념을 논의하고 있고 미국도 이에 대해 상당히 긍정적이다. 핵무기는 미국의 것이지만, 계획과 정보 공유, 연습과 훈련은 한미가 공동으로 해야 한다”고 말했다.
2023년 1월 2일(현지시각, 한국시각 1월 3일) 낮 미국의 조 바이든 대통령은 "대통령님, 당신은 지금 남한과 공동 핵 연습을 논의하고 있습니까?"라는 기자의 질문에, "노!" 라고 짧게 대답했다.
2023년 1월 2일, 바이든 행정부 고위당국자는 "미국과 한국은 확장억제를 강화하기 위해 함께 노력하고 있다"며 "여기에는 북한의 핵무기 사용을 포함한 일련의 시나리오에 대한 한미 공동의 대응을 모색하는 테이블탑 연습(table-top exercise)도 포함된다"고 밝혔다. 그러면서 "이는 미국과 한국이 기획, 정보공유, 연습, 훈련을 확대할 것이라고 한 윤석열 대통령의 발언과 일치한다"고 설명했다. 테이블탑 연습(TTX)은 도상훈련이나 토의식 연습으로도 번역되며, '탁상'이라는 표현대로 실제 현장에서 군부대가 기동하지는 않는 일종의 모의 훈련이다.
미 고위 당국자가 언급한 핵무기 운용연습인 ‘테이블탑 연습(TTX·table top exercise)’은 컴퓨터 시뮬레이션 방식의 도상훈련(CPX)으로, 2011년 이후 연례훈련 방식으로 진행돼 왔지만 문재인 정부에서는 2019년과 2021년 두 차례만 열렸다. 이를 올해부터 매년 정례화한다는 것이 한미 간 협의사항이다.
윤석열 대통령이 미국 전략사령부와 대한민국 전략사령부가 핵전쟁에 대한 한미연합훈련을 하자는데, 바이든 대통령은 반대하면서, 합동토론회를 한 번 여는 것으로 충분하다는 입장이다. 그러자, 윤대통령은 독자 핵무장을 주장했다.
2023년 1월 11일, 윤석열 대통령은 청와대 영빈관에서 개최된 업무보고 마무리 발언에서 "북핵에 대한 확고한 KMPR(대량응징보복)이 뭐냐. 바로 한국과 미국의 강력한 확장억제와 미 핵 자산의 운용에 있어서 공동 기획과 공동 실행이라고 하는, 핵 자산 운용에 있어서의 긴밀한 협력"이라면서도 "물론 이제 더 문제가 심각해져서 여기 대한민국에 전술핵 배치를 한다든지 우리 자신이 자체 핵을 보유할 수도 있다. 만약에 그렇게 된다면 오랜 시간이 안 걸려서 우리 과학 기술로 앞으로 시간이 지나면 더 빠른 시일 내에, 우리도 가질 수 있겠다"고 말했다.
"(북핵)문제가 더 심각해질 경우"라는 단서를 달았지만 전술핵무기 배치와 핵무장을 공식화한 것은 이례적이다. 대선 당시 전술핵을 언급한 적은 있어도 핵무장 가능성을 공개적으로 제시한 것은 이번이 처음이다. 현직 대통령이 자체핵 보유를 언급한 사례도 없었다.
2023년 2월 말, 미국에서 8차 확장억제수단운용연습(DSC TTX, Table Top Exercise)을 실시한다.

## 같이 보기
- 한미통합국방협의체(KIDD)
- 확장억제
- 대한민국의 독자 핵무장론